# Idaea nili
Idaea nili är en fjärilsart som beskrevs av Edward P. Wiltshire 1949. Idaea nili ingår i släktet Idaea och familjen mätare. Inga underarter finns listade i Catalogue of Life.